# Wann (Nebraska)
Wann es un lugar designado por el censo ubicado en el condado de Saunders en el estado estadounidense de Nebraska. En el Censo de 2010 tenía una población de 86 habitantes y una densidad poblacional de 22,12 personas por km².

## Geografía
Wann se encuentra ubicado en las coordenadas 41°8′28″N 96°21′43″O / 41.14111, -96.36194. Según la Oficina del Censo de los Estados Unidos, Wann tiene una superficie total de 3.89 km², de la cual 3.86 km² corresponden a tierra firme y (0.73%) 0.03 km² es agua.

## Demografía
Según el censo de 2010, había 86 personas residiendo en Wann. La densidad de población era de 22,12 hab./km². De los 86 habitantes, Wann estaba compuesto por el 100% blancos, el 0% eran afroamericanos, el 0% eran amerindios, el 0% eran asiáticos, el 0% eran isleños del Pacífico, el 0% eran de otras razas y el 0% pertenecían a dos o más razas. Del total de la población el 0% eran hispanos o latinos de cualquier raza.